# プラス1あきた
『プラス1あきた』（プラスワンあきた）は、1990年4月2日から2006年3月31日まで秋田放送（ABSテレビ）で放送された夕方ローカルワイドニュース番組である（『NNNニュースプラス1』の秋田県ローカルパート）。協力：秋田魁新報。

## 概要
1981年から放送された『ABSニュースワイドプラス1』の後を受けて始まった。
2006年3月に終了し、同年4月3日放送分からは『Newsリアルタイム』の放送開始に伴い、タイトルを一新し、『リアルタイムあきた』へ変わった。

### ヤンマーの天気予報について
この番組で放送されていた『ヤン坊マー坊天気予報』は、視聴者からのリクエスト天気も放送していた。また、流れるBGMは歌詞付きのものだった（ABS以外は曲のみ）。

## キャスター
| 期間      | 期間      | キャスター | キャスター | スポーツ   | 天気     |
| 期間      | 期間      | 男性       | 女性       | スポーツ   | 天気     |
| --------- | --------- | ---------- | ---------- | ---------- | -------- |
| 1990.4.2  | 1991.3.29 | 鎌田昭一   | 丹内モモコ | （不在）   | （不在） |
| 1991.4.1  | 1992.3.27 | 鎌田昭一   | 佐々木香子 | 菅原実     | （不在） |
| 1992.3.30 | 1993.4.2  | 鎌田昭一   | 石成昌枝   | 菅原実     | （不在） |
| 1993.4.5  | 1994.4.1  | 菅原実     | 伊藤裕子   | 佐々木陽子 | （不在） |
| 1994.4.4  | 1995.3.31 | 菅原実     | 高橋幸     | （不在）   | （不在） |
| 1995.4.3  | 1998.3.27 | 菅原実     | 豊田淳子   | 松浦大悟   | （不在） |
| 1998.3.30 | 2000.3.31 | 菅原実     | 豊田淳子   | 田村修     | （不在） |
| 2000.4.3  | 2001.3.30 | 菅原実     | 豊田淳子   | 田村修     | 石川恵美 |
| 2001.4.2  | 2003.3.28 | 菅原実     | 小林美紀   | 田村修     | 高橋美樹 |
| 2003.3.31 | 2004.3.26 | 田村修     | 小林美紀   | （不在）   | 高橋美樹 |
| 2004.3.29 | 2006.3.31 | 田村修     | 小林美紀   | （不在）   | 伊藤綾子 |